# Tanja Ribič
Tanja Ribič (Trbovlje, Szlovénia, 1968. június 28. –) szlovén színész és énekes.
A ljubljanai színművészeti, rádió-, film, és televíziós akadémián (AGRFT) tanult. A ljubljanai városi színházban, majd a Teater 55 nevű színházban játszott.
Ő képviselte hazáját az 1997-es Eurovíziós Dalfesztiválon Dublinban, ahol Zbudi se című dalával tizedik helyezést ért el.

## Filmszerepek
- Teater Paradižnik, Tv sorozat
- Naša mala klinika, Tv sorozat
- Karpo Godina – Umetni raj
- Kajmak in marmelada
- Nepopisan list
- 2001: Senkiföldje – Martha

## Színházi szerepek
- Cyrano de Bergerac mint Roxane
- Pygmalion

## Külső hivatkozások
- Tanja Ribič videó Archiválva 2013. december 15-i dátummal a Wayback Machine-ben
- Hivatalos honlap